# Candaba
Candaba è una municipalità di prima classe delle Filippine, situata nella Provincia di Pampanga, nella regione di Luzon Centrale.
Candaba è formata da 33 baranggay:
- Bahay Pare
- Bambang
- Barangca
- Barit
- Buas (Pob.)
- Cuayang Bugtong
- Dalayap
- Dulong Ilog
- Gulap
- Lanang
- Lourdes
- Magumbali
- Mandasig
- Mandili
- Mangga
- Mapaniqui
- Paligui

- Pangclara
- Pansinao
- Paralaya (Pob.)
- Pasig
- Pescadores (Pob.)
- Pulong Gubat
- Pulong Palazan
- Salapungan
- San Agustin (Pob.)
- Santo Rosario
- Tagulod
- Talang
- Tenejero
- Vizal San Pablo
- Vizal Santo Cristo
- Vizal Santo Niño